# Mello Yello

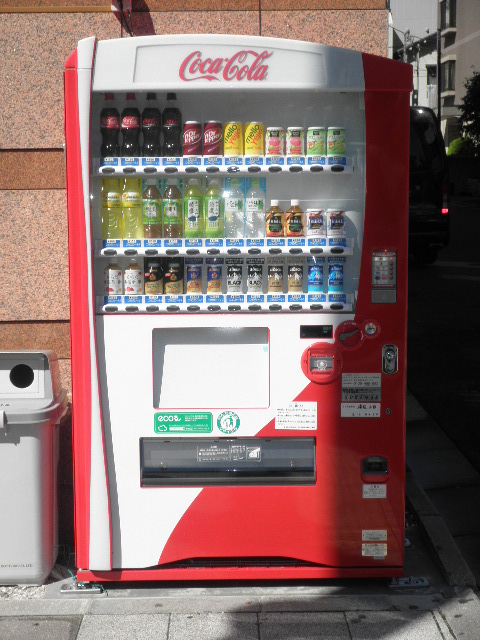
Автомат напитков Coca-Cola, среди которых есть напиток Mello Yello.

Mello Yello — газированный безалкогольный напиток, впервые произведённый The Coca-Cola Company в 1979 году. Сам напиток имет цитрусово-лимонный вкус, однако есть и менее распространённые вкусы напитка. К примеру, Mello Yello со вкусом дыни, или же Mello Yello со вкусом вишни. Однако вышеперечисленные вкусы, кроме цитрусового, получили совсем малое распространение.
В 1994 году напиток Mello Yello стал выпускаться в Колумбии, однако, под другим названием, «Quatro».
В октябре 2006 года, продажи напитка Mello Yello были возобновлены в Новой Зеландии, как продукта «ограниченной серии» после долгого отсутствия на местном рынке, длительностью примерно в пятнадцать лет. Возобновлённая версия для Новой Зеландии содержит прежний логотип 1980-х. Этот напиток «ограниченной серии» продавался только в 600 мл и в 1,5 литровых пластиковых бутылках, и на упаковке имел надпись о том, из какой серии продукт.
В 2010 году компания-производитель представила новый вид упаковки, немного схожий с первоначальным.
В конце июня 2011 года напиток стал продаваться в Японии. В Австралии напиток стал активно продаваться в период между 2012-м и 2013-м годами, внешний вид упаковки которого был таким же, как и при первом старте продаж напитка.